# Піліх
Піліх (пол. Pilich) — село в Польщі, у гміні Скульськ Конінського повіту Великопольського воєводства.
Населення — 86 осіб (2011).
У 1975-1998 роках село належало до Конінського воєводства.

## Демографія
Демографічна структура станом на 31 березня 2011 року:
|          | Загалом | Допрацездатний вік | Працездатний вік | Постпрацездатний вік |
| -------- | ------- | ------------------ | ---------------- | -------------------- |
| Чоловіки | 37      | 7                  | 26               | 4                    |
| Жінки    | 49      | 7                  | 26               | 16                   |
| Разом    | 86      | 14                 | 52               | 20                   |